# Перхлорат лантана
Перхлорат лантана — неорганическое соединение,
соль лантана и хлорной кислоты с формулой La(ClO4)3,
бесцветные кристаллы,
растворяется в воде,
образует кристаллогидраты.

## Физические свойства
Перхлорат лантана образует бесцветные кристаллы.
Растворяется в воде и этаноле.
Образует кристаллогидраты состава La(ClO4)3•n H2O, где n = 4 и 6.